# Embalse de Gabriel y Galán

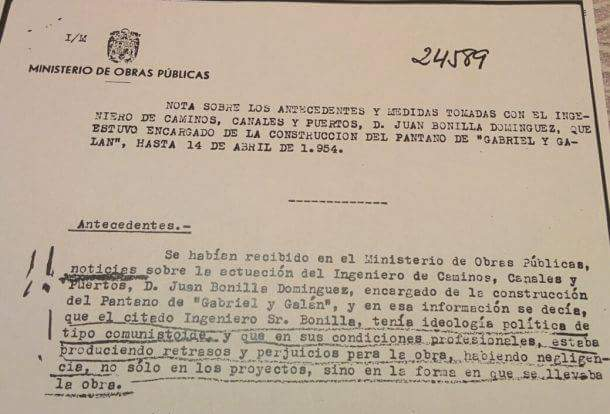
Nota sobre la adscripción ideológica del Ingeniero D. Juan Bonilla y su posible incidencia en retrasos en la obra

El embalse de Gabriel y Galán es un embalse de España, formado por el represamiento de las aguas del río Alagón. Está situado en el norte de la provincia de Cáceres, en la comunidad autónoma de Extremadura. Recibe su nombre en homenaje al poeta salmantino José María Gabriel y Galán por petición de sus familiares Cruz García Gascón y Fernando García de la Cruz y Jiménez, terratenientes mayoritarios de los dominios pertenecientes al antiguo señorío de la Casa de Alba, Granadilla, que cedieron la mayor parte de las tierras sobre las que se construye el embalse.

## Historia
Después de una serie de proyectos —el primero databa de 1902— las obras del embalse comenzaron a finales de 1952, durante la dictadura franquista, quedando finalizado en 1961.
El Ingeniero de caminos canales y puertos D. Juan Bonilla, encargado de su construcción, fue objeto de una nota del Ministerio de Obras Públicas en la que se advertía de su posible adscripción a ideología comunista y cómo podía afectar a la ejecución de la obra.
El embalse remansa las aguas del Alagón, con una capacidad de 924 hm³, sirviendo para la regulación del cauce, abastecimiento de agua potable, y riego, del que se benefician municipios bastante alejados. Por la mala gestión en su momento, el pueblo de Guijo de Granadilla, no tiene ni siquiera una hectárea de regadío.
También produce energía. Para aprovechar la fuerza de estas aguas, se montó aquí una de las centrales hidroeléctricas reversibles de las que dispone este municipio. Ésta en concreto produce 110 MW de electricidad. La otra está ubicada aguas abajo, en el embalse de Guijo de Granadilla, también reversible y con potencia para generar 52 MW de electricidad. 
Las tierras fueron expropiadas por orden del Consejo de Ministros en 1955 y los últimos habitantes de Granadilla abandonaron el pueblo en 1965: esta localidad, a media hora de Guijo de Granadilla, sigue siendo visitada a menudo por sus antiguos moradores en época estival.
En la actualidad el pantano es un atractivo turístico para los amantes de los deportes náuticos. Dispone de un club náutico y es rico en carpa royal, lucio, boga, barbo, black-bass y alguna otra especie autóctona del río. Se suelen organizar concursos de pesca durante el año en sus aguas.
Junto a la presa, hay un poblado que se construyó para alojar a los trabajadores de la misma, destacable por su arquitectura en granito, edificada por canteros gallegos, que dispone de dos bares restaurantes. En esta pedanía se encuentra la sede de la mancomunidad Trasierra - Tierras de Granadilla, al servicio de los municipios, y un albergue donde acuden en verano grupos de jóvenes a pasar sus vacaciones en plena naturaleza. En época estival, el embalse es utilizado como lugar de baño y recreo por los vecinos de los alrededores. En la actualidad, el número de personas que reside en esta pedanía es de apenas 35 habitantes.